# Welsh International 1958
Die Welsh International 1958 fanden vom 21. bis zum 22. November 1958 in Barry statt. Es war die 16. Auflage dieser internationalen Meisterschaften von Wales im Badminton.

## Finalresultate
| Disziplin    | Sieger                    | Finalist                  | Ergebnis    |
| ------------ | ------------------------- | ------------------------- | ----------- |
| Herreneinzel | Hugh Findlay              | Tony Jordan               | 15–9, 15–7  |
| Dameneinzel  | Heather Ward              | P. E. Broad               | 11–1, 11–4  |
| Herrendoppel | Tony Jordan Hugh Findlay  | Kenneth Derrick R. Dolman | 15–7, 15–8  |
| Damendoppel  | Heather Ward P. E. Broad  | B. Maxwell J. Davidson    | 15–5, 15–6  |
| Mixed        | Hugh Findlay Heather Ward | Tony Jordan P. E. Broad   | 15–11, 15–7 |